# Ferenc Gyurcsány
Ferenc Gyurcsány (Pápa, 4 juni 1961) is een Hongaars zakenman en politicus, van september 2004 tot april 2009 minister-president van Hongarije.

## Levensloop
In 1979 sloot Gyurcsány zijn middelbareschoolopleiding af in zijn geboortestad Pápa, waarna hij economie studeerde aan de universiteit van Pécs. In 1984 werd hij actief in de communistische jeugdbeweging KISZ. In 1989 maakte hij deel uit van de nationale leiding van KISZ en de postcommunistische opvolger daarvan, DEMISZ.
In 1990 studeerde Gyurcsány af, waarna hij verschillende betrekkingen had in de financiële consultancy. Vervolgens richtte hij een eigen bedrijf op, Altus (Altus Befektetési és Vagyonkezelő Rt.), dat zich ontwikkelde tot een succesvolle investeringsmaatschappij. Met zijn persoonlijk vermogen nam Gyurcsány in 2002 de 50e plaats in op een lijst van rijke Hongaren. Dat vermogen zou hij deels verworven hebben door zijn betrokkenheid bij de privatisering van staatsbezittingen na de val van het communisme.

## Politieke carrière
In 2000 werd Gyurcsány lid van de sociaaldemocratische MSZP, voortgekomen uit de voormalige communistische partij. Hij werd adviseur van MSZP-leider Péter Medgyessy, in 2003 werd hij voorzitter van de partijafdeling Győr-Moson-Sopron en nam hij zitting in het landelijke partijbestuur.
Hetzelfde jaar nog trad hij toe tot het kabinet-Medgyessy als minister van Jeugdzaken en Sport. Nadat Megyessy in 2004 door een conflict met de coalitiepartner, de links-liberale SZDSZ, was gedwongen af te treden werd Gyurcsány aangewezen als opvolger. Begin 2006 slaagde de coalitie erin de parlementsverkiezingen te winnen, de eerste keer dat een zittende regering dat lukte.
In 2009 stapte Gyurcsány op als premier en werd hij vervangen door Gordon Bajnai, die het land tot de verkiezingen in 2010 leidde. Na de verkiezingen werd hij opnieuw verkozen in het Hongaarse parlement voor de MSZP. In 2011 stapte Gyurcsány uit de fractie met nog 9 andere leden om de onafhankelijke fractie Demokratikus Koalíció te vormen. Hiervan is hij fractievoorzitter.
Kern van het buitenlands beleid van Gyurcsány was de oriëntatie op de EU en de NAVO. De Hongaarse steun aan de operatie Enduring Freedom handhaafde hij ondanks het verzet van Fidesz. Ook als het ging om de gevoelige kwestie van de Hongaarse minderheden in de buurlanden. Binnenlands was hij voorstander van een uitgesproken liberale economische politiek. Zo pleitte hij voor privatisering van de gezondheidszorg. De nationalistische rechtse oppositie verweet Gyurcsány en zijn sociaaldemocraten weinig oog te hebben voor de belangen van de gewone Hongaar. Gyurcsány persoonlijk werd zijn luxueuze levensstijl ("limousine-socialist") verweten.
Najaar 2006, kort voor de verkiezingen van de lokale bestuursorganen, kwam er een geluidsopname in de openbaarheid van een geheime toespraak van Gyurcsány tot de partijfractie. Hierop was te horen hoe hij in krasse termen verklaarde dat de partij meer dan een jaar lang loog over de economische situatie van het land. Die was veel te rooskleurig voorgesteld en er waren onrealistische verkiezingsbeloftes gedaan. Daarvoor in de plaats stelde Gyurcsány een serie rigoureuze bezuinigingen voor. Felle protesten braken uit tegen het bewind van de premier. Volgens 72% van de Hongaarse bevolking moest Gyurcsány het veld ruimen. De premier weigerde. Van de herdenking van de Hongaarse opstand, 50 jaar geleden, kwam door de ongeregeldheden weinig terecht.
Voor de oppositionele Fidesz, die in de campagne overigens niet minder toezeggingen had gedaan, was dit het sein om de persoonlijke campagne tegen Gyurcsány te intensiveren. De oppositie behaalde een grote overwinning in de lokale verkiezingen, maar de parlementaire meerderheid bleek niet bereid de premier te laten vallen. Vanaf dat moment was de politieke situatie in Hongarije sterk gepolariseerd; een deel van het parlementaire werk werd door de oppositie geboycot. In maart 2009 trad Gyurcsány af.
Gyurcsány trouwde in 1994 met Klára Dobrev, kleindochter van een vroegere secretaris van de communistische partij, Antal Apró. Ze hebben twee kinderen, uit een eerder huwelijk heeft hij nog twee kinderen.